# Andrej Hlinka
Andrej Hlinka (Černová, 27 settembre 1864 – Ružomberok, 16 agosto 1938) è stato un presbitero e politico slovacco.
Fu ordinato sacerdote nel 1889. Nel 1913 fondò il Partito Popolare Slovacco e nel 1920 venne eletto deputato al Parlamento. Hlinka fu contrario allo stato unitario cecoslovacco e al cecoslovacchismo e fautore dell'autonomia della Slovacchia. Alla sua morte, Jozef Tiso gli succedette alla guida del Partito Popolare.

## Biografia
Nato a Černová, nell'allora comitato di Liptov, studiò teologia presso la cittadella ecclesiastica di Spišská Kapitula, nel territorio della cittadina di Spišské Podhradie; venne ordinato sacerdote nel 1889. Cercò di migliorare le condizioni dei suoi parrocchiani, combattendo l'alcoolismo, organizzando letture collettive e spettacoli teatrali. Fondò cooperative di credito e scrisse manuali popolari per diffondere la pratica del piccolo risparmio. 
La sua visione politica era rigidamente a difesa dell'etica cattolica in opposizione a qualsiasi posizione secolarizzante connessa in particolare modo con il liberalismo economico e politico praticato dall'allora Impero austro-ungarico tra la fine del XIX e l'inizio del XX secolo. La stessa posizione politica era professata dal partito cattolico Katolikus Néppárt (Partito Cattolico Popolare) guidato dal conte Theodor Zichy e del quale lo stesso Hlinka divenne fermo sostenitore. Tuttavia, dal momento che il partito non soddisfaceva le istanze slovacche, Hlinka lo abbandonò per fondare, in collaborazione con František Skyčák il nuovo movimento del Partito Popolare Slovacco. 
Grazie al suo fervente attivismo nel sociale, Hlinka guadagnò una grande popolarità e un vasto consenso. Nel 1905 venne nominato parroco di Černová contro la volontà del vescovo ungherese Alexander Párvy. Durante le elezioni del 1906 Hlinka fu sostenitore del candidato slovacco Vavro Šrobár, e appoggiò pubblicamente le attività e le posizioni politiche del movimento nazionalista slovacco. Tuttavia il suo attivismo nazionalistico incontrò la disapprovazione della gerarchia ecclesiastica, che lo sospese dal sacerdozio. Il 27 giugno 1906 Hlinka venne imprigionato ed accusato di sedizione. Mentre, sospeso dal sacerdozio, Hlinka era in attesa di entrare in prigione, il vescovo Párvy cercò di consacrare la chiesa di Černová edificata con il denaro raccolto dallo stesso Hlinka. Durante la manifestazione celebrata con la forza e con l'appoggio delle forze di polizia locali, una folla di simpatizzanti in favore del sacerdote imprigionato venne respinta dalle forze dell'ordine che aprì il fuoco, uccidendo quindici manifestanti. Il cosiddetto "massacro di Černová" (27 ottobre 1907) attirò l'attenzione dell'opinione pubblica internazionale nei confronti della violazione dei diritti delle minoranze all'interno dell'Impero austro-ungarico.
Dopo la morte, nel 1939, gli fu costruito un mausoleo nel centro di Ružomberok, dove i suoi resti riposarono fino al 1945. Furono poi traslati a Bratislava, ma la loro collocazione attuale è sconosciuta.